# Wen Tsai Wang
Wen Tsai Wang, (Wade–Giles kinesiska 王文采 pinyin:Wang Wencai), född 5 juni 1926, död 16 november 2022, var en kinesisk botaniker specialiserad på växttaxonomi, växtsystematik och växtgeografi. 
Auktorsnamnet W.T.Wang kan användas för Wen Tsai Wang i samband med ett vetenskapligt namn inom botaniken; se Wikipediaartiklar som länkar till auktorsnamnet.
Wang var engagerad i den taxonomiska forskningen av Ranunculaceae, Urticaceae, Boraginaceae, Cichoriaceae och andra familjer, och hade hittat 28 nya släkten och omkring 1370 nya arter. Enligt hans forskning reviderades de taxonomiska systemen Delphinium, Thalictrum, Adonis, Clematis, Stephania, Boehmeria, Epinephelus och Cichorium och ett taxonomiskt system etablerades för de tre släktena Sarcandra, Microporus och Epinephelus.
Han föreslog 16 diskontinuerliga distribuerade exemplar och 3 migrationsvägar av östasiatisk flora, vilket är en omfattande studie om klassificeringen av Ranunculaceae, Gesneriaceae, Urticaceae och andra taxa. Wang Wencai organiserade sammanställningen av "Illustrated Book of Higher Plants of China" och var också en av de främsta bidragsgivarna till "Flora of China". Han gav viktiga bidrag till att förstå statusen för Kinas växtresurser och främja utvecklingen av mitt lands jordbruk, skogsbruk och djurhållning.
Wang Wencai ägnade särskilda ansträngningar åt utvecklingen av medicinalväxttaxonomi. Han utbildade den första gruppen medicinalväxttaxonomer, identifierade personligen ett stort antal exemplar från den tredje nationella folkräkningen av kinesiska örtmedicinresurser och granskade och godkände "Kina traditionell kinesiska Medicinresurser" och "kinesiska medicinska material". "Resource Atlas" och andra verk, vägledde sammanställningen av den första forskarutbildningsboken om medicinalväxttaxonomi, och spelade som chef för redaktionen en nyckelroll i sammanställningen av "Chinese Medicinal Flora" och hur man integrerar den med den internationella växtklassificeringssystem.

## Utmärkelser
- 1987 State Natural Science Award (First Class) for the Atlas of Chinese Higher Plants and Key to Chinese Higher Plants
- 1993 Member of the Chinese Academy of Sciences (CAS)
- 1997 Science and Technology Progress Award of the Ho Leung Ho Lee Foundation
- 2009 State Natural Science Award (First Class) for for Flora of China